# بنجامين مور
بنجامين مور (بالإنجليزية: Benjamin Moore)‏ هو قسيس أمريكي، ولد في 5 أكتوبر 1748 في إلم هرست في الولايات المتحدة، وتوفي في 27 فبراير 1816 في غرينتش فيليج في الولايات المتحدة.